# Эффект Овсянкиной
Эффект Овсянкиной — это тенденция возобновлять прерванное действие, когда его результат ещё не достигнут. Назван в честь исследовательницы Марии Овсянкиной. Эффект заключается в том, что прерванная задача, даже без стимула, ценится как «квазипотребность». Это создаёт навязчивые мысли, направленные на то, чтобы снова взяться за задачу. Учитывая эту особенность поведения можно понять причинно-следственные связи между мотивацией, уровнем притязаний, эмоциональностью, проявляющихся в деятельности человека..
Это можно объяснить теорией поля Курта Левина, которая указывает, что прерывистое действие является условием для напряжённой системы. Это также приводит к лучшему запоминанию незавершённого действия над завершённым (эффект Зейгарник).